# James Chapin
James Paul Chapin (New York, 9 luglio 1889 – New York, 5 aprile 1964) è stato un ornitologo statunitense.

## Biografia
Si appassionò molto presto alla storia naturale e sotto l'influenza del suo professore scoprì lo studio degli uccelli. A dieci anni, frequentava il club di storia naturale di Staten Island e mostrava un evidente talento per il disegno.
Iniziò a lavorare presso l'American Museum of Natural History, dove si dedicò a preparare esemplari di uccelli e di mammiferi e partecipò alla stesura del catalogo di alcune collezioni.
Nel 1908, Herbert Lang (1879-1957) venne scelto per guidare un'importante spedizione in Congo. Chapin si offrì di aiutarlo. La spedizione, che sarebbe dovuta durare due anni, terminò invece ben sei anni dopo, nel 1915.
Dopo essere tornato a New York, Chapin partecipò alla pubblicazione dei verbali della spedizione e ottenne il suo dottorato nel 1919. In seguito parteciperà a varie spedizioni in Africa. Nel 1926, si unì alla spedizione Ruwenzori-Kiwu in Africa orientale e in Congo. Pubblicò, nel 1932, Birds of the Belgian Congo, opera che gli valse la medaglia d'oro Daniel Giraud Elliot.

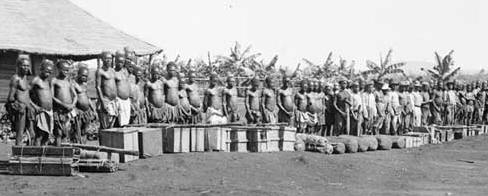
I portatori della prima spedizione in Congo.

Nel 1937, tornò nuovamente in Congo e divenne il conservatore del dipartimento di ornitologia dell'American Museum. Finalmente, nel 1953, si stabilì in Congo con la moglie, Ruth Trimble Chapin, dove trascorse sei anni a studiarne la fauna.
Anche se è noto principalmente per i suoi studi sull'Africa, Chapin studiò, tra le altre, anche la fauna europea, canadese e polinesiana.